# Istenszülő elszenderedése fatemplom (Gorbósalamon)
A gorbósalamoni Istenszülő elszenderedése fatemplom műemlékké nyilvánított épület Romániában, Szilágy megyében. A romániai műemlékek jegyzékében az  SJ-II-m-B-05114 sorszámon szerepel.